# Опукла множина

Опукла множина виглядає як деформоване коло. Чорний відрізок з'єднує точки x та y і розташований повністю в (зеленій) множині. Оскільки це виконується для будь-яких точок x та y множини, то множина буде опуклою.

Приклад неопуклої множини. Так як червона частина (чорне та червоне) відрізку, що з'єднує точки x та y, розташована за межами (зеленої) множини, то множина не буде опуклою.

Опуклою множиною в евклідовому або афінному просторі називається така множина, яка разом з
довільними двома точками, що належать множині, має у собі відрізок, що їх з'єднує.

## Визначення
- Іншими словами, множина {\displaystyle X\subset \mathbb {R} ^{n}} називається опуклою, якщо для точок {\displaystyle x_{1},x_{2}\in X}, що задаються радіус-векторами {\displaystyle {\vec {r}}_{1},{\vec {r}}_{2}}, точка:

{\displaystyle \alpha {\vec {r}}_{1}+(1-\alpha ){\vec {r}}_{2}\in X,\,\alpha \in [0,1].}

- Тобто, множина {\displaystyle X} разом з будь-якими двома точками {\displaystyle \ x_{1},x_{2}}, які належать цій множині, містить відрізок, який їх з'єднує:

{\displaystyle [x_{1},x_{2}]=\left\{x\colon \,x={\vec {r}}_{1}+\alpha ({\vec {r}}_{2}-{\vec {r}}_{1}),\,\alpha \in [0,1]\right\}}.

## Приклади
У просторі {\displaystyle \mathbb {R} ^{1}} опуклими множинами будуть точка, відрізок, інтервал, промінь, пряма.
У просторі {\displaystyle \mathbb {R} ^{n}} опуклим буде сам простір, будь-який його лінійний підпростір, куля, опуклі множини просторів меншої вимірності. Також, опуклими будуть такі множини:
- пряма {\displaystyle l_{x_{0}h}}, що проходить через точку {\displaystyle x_{0}} в напрямку вектора {\displaystyle h}:

{\displaystyle l_{\mathbf {x} _{0}h}=\left\{x\in \mathbb {R} ^{n}:\,x=x_{0}+\alpha h,\alpha \in \mathbb {R} ^{n}\right\}};
- промінь {\displaystyle l_{x_{0}h}+}, який виходить із точки {\displaystyle x_{0}} в напрямку вектора {\displaystyle h}:

{\displaystyle l_{\mathbf {X} 0h}^{+}=\left\{x\in \mathbb {R} ^{n}:\,x=x_{0}+\alpha h,\,\alpha \geqslant 0\right\}};
- гіперплощина Hpβ з нормаллю p:

{\displaystyle \mathrm {H} _{p\beta }=\left\{x\in \mathbb {R} ^{n}:\,(p,x)=\beta \right\}};
- півпростори на які гіперплощина поділяє простір:

{\displaystyle \mathrm {H} _{p\beta }^{+}=\left\{x\in \mathbb {R} ^{n}:\,(p,x)\geqslant \beta \right\}},
{\displaystyle \mathrm {H} _{p\beta }^{-}=\left\{x\in \mathbb {R} ^{n}:\,(p,x)\leqslant \beta \right\}}.
Всі перелічені множини (крім кулі) є частковими випадками опуклої множини поліедру.
Чотирикутник на площині може бути опуклим і неопуклим.

## Властивості опуклих множин
- Перетин опуклих множин є опуклим.
- Лінійна комбінація точок опуклої множини опукла.
- Опукла множина містить будь-яку опуклу комбінацію своїх точок.
- Будь-яку точку n-вимірного евклідового простору з опуклої оболонки множини можна представити як опуклу комбінацію не більш ніж n+1 точок цієї множини.